# 1869 en science
| Années de la science : 1866 - 1867 - 1868 - 1869 - 1870 - 1871 - 1872    |
| Décennies de la science : 1830 - 1840 - 1850 - 1860 - 1870 - 1880 - 1890 |

Cet article présente les faits marquants de l'année 1869 en science.

## Événements
- 26 janvier : la Dialectical Society de Londres nomme une commission de 33 membres pour étudier les phénomènes ultra-sensoriels[1].

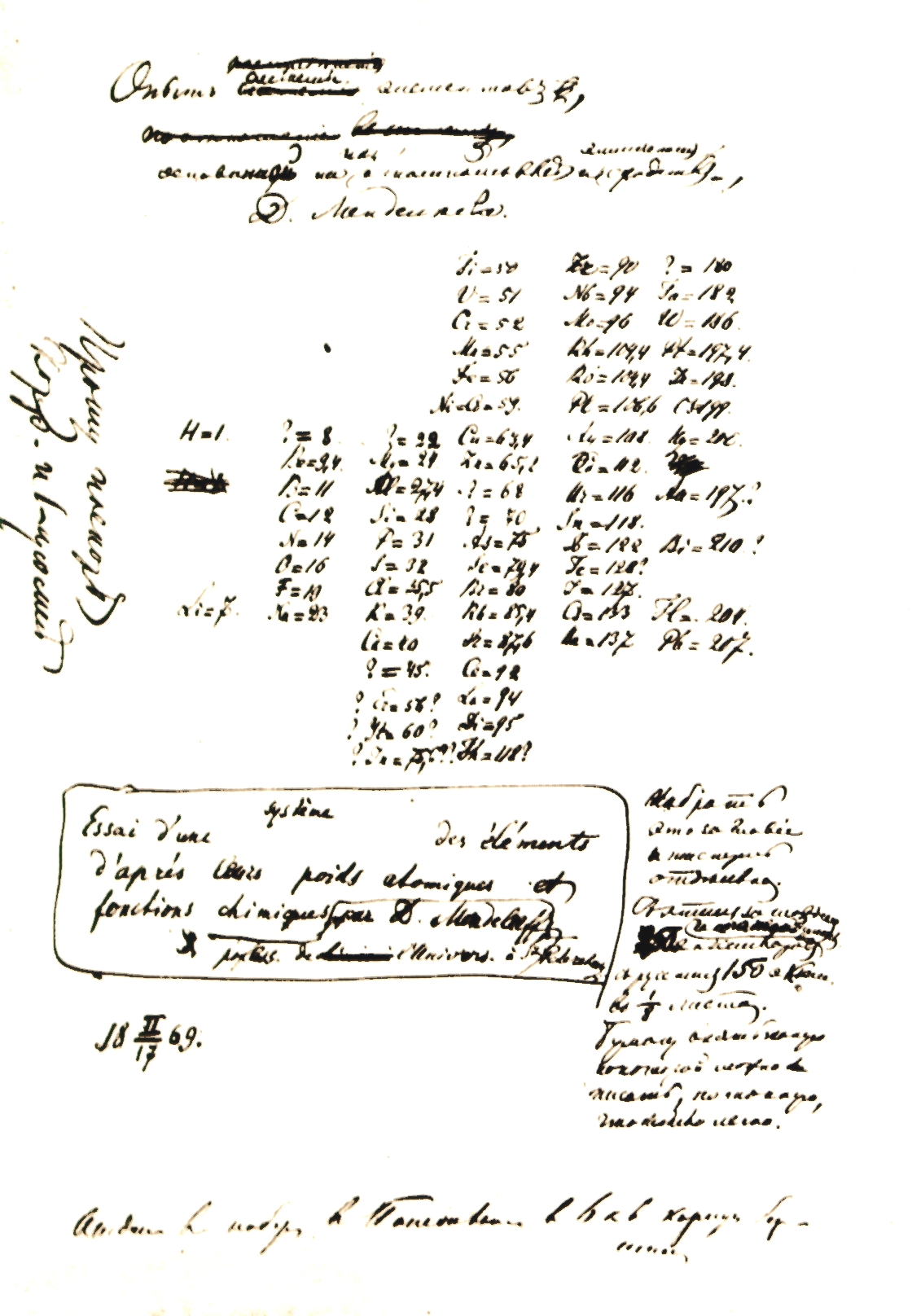
Version manuscrite du système des éléments de Mendeleïev, 17 février 1869.

- 1er mars : Dmitri Mendeleïev invente la classification périodique des éléments[2].
- 11 mars :  missionnaire français Armand David annonce au Muséum d'histoire naturelle de Paris sa découverte du panda géant lors de son séjour au Qionglai, dans le Sichuan[3].

- 6 avril : acte de fondation du Musée américain d'histoire naturelle[4].

- 22 mai : une importante météorite s'écrase dans un champ au hameau de Keranroué sur la commune de Cléguérec, Morbihan[5].

- 17 juin : Thomas Andrews définit la notion de « point critique dans un mémoire lu devant la Royal Society intitulé Sur la continuité de l'état gazeux et liquide de la matière[6]. »

- Adolf von Baeyer et Adolph Emmerling (en) trouvent une méthode pour synthétiser l'indole[7], à l'issue de travaux sur le pigment indigo, une référence dans l'industrie de la chimie organique moderne, qui révolutionne l'industrie des colorants.
- William Stanley Jevons publie The Substitution of Similars et construit un Logic Piano pour résoudre des problèmes de logique symbolique[8]
- Hermann Amandus Schwarz élabore la transformation de Schwarz-Christoffel (en)[9].
- Le biologiste suisse  Friedrich Miescher isole la nucléine (ADN) pour la première fois[10].

### Technologie
- 16 mars : l'inventeur français  Louis-Guillaume Perreaux obtient un brevet pour un vélocipède à grande vitesse, la première moto[11].

- 23 mars : l'inventeur américain de Poughkeepsie William Van Anden invente la roue libre et dépose un brevet pour en équiper les vélocipèdes[12].
- 13 avril : l'ingénieur américain George Westinghouse dépose à Pittsburg un brevet pour un frein à air comprimé[13] inspiré du brevet de 1860 du Français Désiré Martin[14].
- 15 juin : l'inventeur américain John Wesley Hyatt dépose un brevet pour la pyroxyline (appelé celluloïd en 1872). L'année précédente, le britannique Daniel Spill (en), collaborateur de Parkes, avait fabriqué la « xylonite », une matière plastique à demi synthétique, en ajoutant du collodion à la parkesine[15]. Il intente un procès à Hyatt mais le perd.
- 15 juillet : le pharmacien français Hippolyte Mège-Mouriès obtient un brevet pour la margarine[16].
- 2 août : le Français Jules Pierre Suriray obtient un brevet pour un roulement à billes pour les bicyclettes[17].

- 27 septembre : Aristide Bergès utilise pour la première fois l'énergie hydraulique, la houille blanche, pour actionner les papeteries du Grésivaudan à Lancey, près de Grenoble. Il inaugure la production d'hydroélectricité en France dès 1882[18],[19].
- 22 novembre : le Belge Zénobe Gramme dépose un brevet pour une dynamo génératrice de courant électrique continu[20].
- 28 décembre : premier dépôt de brevet sur le chewing-gum[21].

- L'ingénieur français Charles Tellier ouvre la première usine frigorifique à Auteuil[22].

## Publications
- 4 novembre : publication du premier numéro du journal Nature en Angleterre par Joseph Norman Lockyer.
- Dmitri Mendeleïev : Les Fondements de la chimie.
- Alfred Russel Wallace : The Malay Archipelago.
- Charles Adolphe Wurtz : Dictionnaire de chimie pure et appliquée, Hachette, Paris, 5 tomes, 1869-1874

## Prix
- Médailles de la Royal Society
  - Médaille Copley : Henri Victor Regnault
  - Médaille royale : Augustus Matthiessen, Thomas Maclear

- Médailles de la Geological Society of London
  - Médaille Wollaston : Henry Clifton Sorby

- Médaille Keith : James Clerk Maxwell

## Naissances

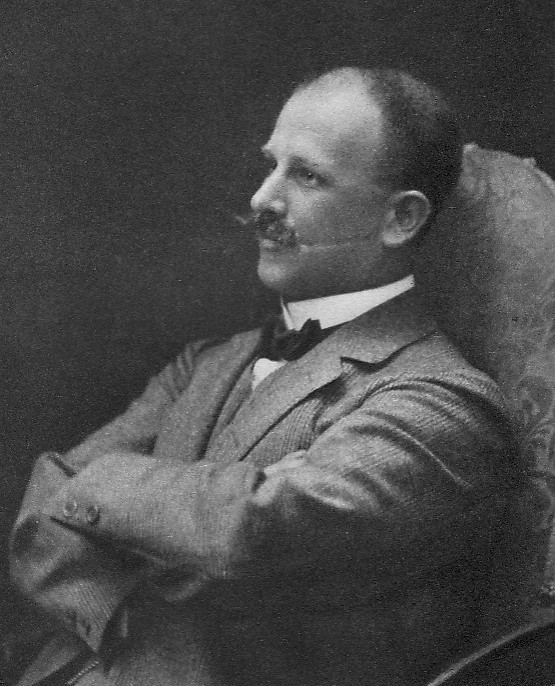
Richard Abegg

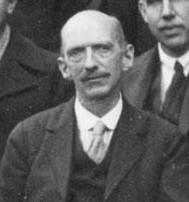
Charles Thomson Rees Wilson

- 9 janvier : Richard Abegg (mort en 1910), chimiste allemand.
- 16 janvier : Félix Le Dantec (mort en 1917), biologiste français.
- 28 janvier : Armand Viré (mort en 1951), spéléologue français.
- 14 février : Charles Thomson Rees Wilson (mort en 1959), physicien écossais.
- 18 février : Johan Hjort (mort en 1948), zoologiste norvégien.
- 20 février : Joachim Carvalho (mort en 1936), médecin et mécène d'origine espagnole.
- 14 mars : Alphonse Seyewetz (mort en 1940), chimiste français.
- 24 mars : Sergueï Tchaplyguine (mort en 1942), aérodynamicien soviétique.
- 26 mars : Carl Emanuel Burckhardt (mort en 1935), géologue et paléontologue suisse.
- 21 avril : Denis Peyrony (mort en 1954), préhistorien français.
- 23 avril :
  - Edward Hugh Hebern (mort en 1952), cryptologue américain, inventeur de la première machine électromécanique de chiffrement basée sur un système de rotors, la machine de Hebern.
  - Percy Edward Newberry (mort en 1949), égyptologue britannique.
- 26 juin : John Smith Flett (mort en 1947), géologue écossais.
- 30 juin : Kurt Heinrich Sethe (mort en 1934), égyptologue et philologue allemand.
- 30 juillet : Léon Bertrand (mort en 1947), géologue français.
- 16 août : Mignon Talbot (morte en 1950), paléontologue américaine.
- 3 septembre :
  - Fritz Pregl (mort en 1930), chimiste autrichien.
  - Miloje Vasić (mort en 1956), archéologue serbe.
- 9 octobre : Aimé Cotton (mort en 1951), physicien français.
- 20 octobre : John Campbell Merriam (mort en 1945), paléontologue américain.
- 22 octobre : Victor Pauchet (mort en 1936), chirurgien français.
- 1er novembre : Raphael Eduard Liesegang (mort en 1947), photographe et chimiste des colloïdes allemand.
- 6 novembre : Arthur Lyon Bowley (mort en 1957), statisticien et économiste britannique.
- 7 novembre : Alfredo Salafia (mort en 1933), chimiste et embaumeur italien.
- 6 décembre : Otto Nordenskjöld (mort en 1928), géologue, géographe et explorateur polaire suédois.
- 16 décembre : Bernard Pyne Grenfell (mort en 1926), égyptologue anglais.
- 27 décembre : Alwin Mittasch (mort en 1953), chimiste allemand.

## Décès

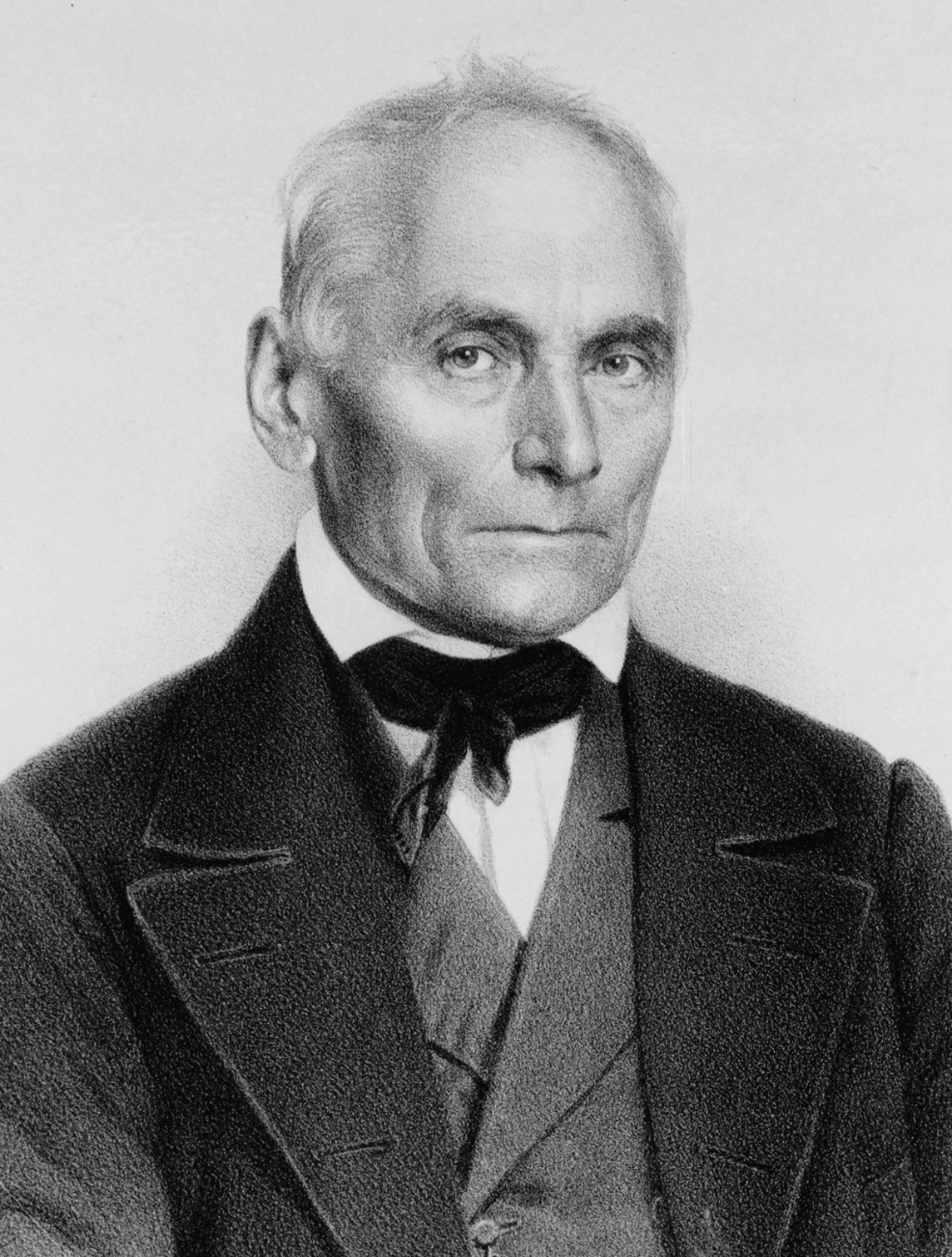
Jan Evangelista Purkinje

- 10 janvier : John Cassin (né en 1813), ornithologue américain.
- 19 janvier : Karl von Reichenbach (né en 1788), chimiste allemand.
- 26 janvier : John Shae Perring (né en 1813), ingénieur, égyptologue et anthropologue.
- 26 mars : Léon de Laborde (né en 1807), archéologue et homme politique français.
- 21 avril : Hermann von Meyer (né en 1801), géologue et paléontologue allemand.
- 14 mai : Charles Henri Schattenmann (né en 1785), industriel de la chimie, agronome et homme politique alsacien.
- 2 juillet : Adrien Berbrugger (né en 1801), archéologue et philologiste français.
- 28 juillet : Jan Evangelista Purkinje (né en 1787), anatomiste et neurophysiologiste tchèque.
- 10 août : Athanase Dupré (né en 1808), mathématicien et physicien français.
- 16 septembre : Thomas Graham (né en 1805), chimiste écossais.
- 9 novembre : Henry Testot-Ferry (né en 1826), géologue, archéologue et paléontologue français.
- 23 novembre : Anthony Charles Harris (né en 1790), égyptologue britannique.
- 2 décembre : Pierre Manguin (né en 1815), architecte et archéologue français.